# 128 aC
El 128 aC va ser un any del calendari romà prejulià. Durant la República i l'Imperi Romà es coneixia com l'Any del Consolat de Lusc i Octavi o també any 626 Ab urbe condita o de la fundació de la ciutat). L'ús del nom «128 aC» per referir-se a aquest any es remunta a l'alta edat mitjana, quan el sistema Anno Domini va ser el mètode de numeració dels anys més comú a Europa.

## Esdeveniments

### República Romana
- Tit Anni Lusc i Gneu Octavi són elegits cònsols, segons diuen els Fasti Capitolini.[2] Segons Ciceró, Gneu Octavi estava acostumat a parlar davant dels tribunals de justícia.[3]

### Judea
- Joan Hircà, príncep (etnarca) i Summe Sacerdot d'Israel, aprofita la mort l'any anterior (129 aC) d'Antíoc VII Sidetes per recuperar la independència i apoderar-se d'algunes ciutats a la frontera, com ara Siquem i Samaria. Destrueix el temple del Mont Gerizim. Després sotmet als idumeus i els imposa les lleis i costums dels jueus. Envia una ambaixada a Roma, ben rebuda pel senat, que confirma l'aliança dels jueus amb la República, que ja havia establert Simó Macabeu.[4]